# Jimmy Scoular
James „Jimmy“ Scoular (* 11. Januar 1925 in Livingston; † 19. März 1998 in Cardiff) war ein schottischer Fußballspieler. Als rechter Außenläufer führte er den FC Portsmouth in den Jahren 1949 und 1950 zu zwei englischen Meisterschaften in Serie. Später war er Kapitän von Newcastle United beim Gewinn des FA Cups im Jahr 1955. Als Trainer zeichnete er sich zwischen 1964 und 1973 verantwortlich für den walisischen Klub Cardiff City, der damals in der zweiten englischen Liga und auch häufiger im Europapokal spielte, wobei der größte Erfolg das Erreichen des Halbfinals im Europapokal der Pokalsieger 1967/68 war.

## Sportlicher Werdegang

### FC Portsmouth (1945–1953)
Scoular schien zunächst einen ähnlichen Weg wie sein Vater Alec einzuschlagen, der in der schottischen Heimat für Alloa Athletic, den FC Stenhousemuir und Leith Athletic gespielt hatte. Dazu zeigte er sich neben seinem Talent als Fußballer auch als passabler Boxer und war in beiden Sportarten in der Schülerauswahl vertreten. Nach dem Schulabschluss arbeitete er in einer Stahlgießerei, bevor ihn sein Dienst während des Zweiten Weltkriegs als U-Boot-Techniker des Schiffs HMS Dolphin in die südenglische Hafenstadt Gosport verschlug. Dort agierte er auf Teilzeitbasis für Gosport Borough auf der Position des Mittelläufers, bevor er recht unverhofft als Außenläufer eingesetzt wurde, was später seine bevorzugte Rolle werden sollte. Als Scoular in einer Partie der Royal Navy plötzlich als Mittelstürmer aufgeboten wurde, überzeugte er dermaßen, dass ihn Gosport Borough vollständig unter Vertrag nahm. Im Jahr 1945 hatte sich sein Wirken bis zum nahegelegenen Erstligisten FC Portsmouth herumgesprochen und so bot ihm der Verein an, einige Partien zu absolvieren. Der temperamentvolle Scoular befand sich zu dieser Zeit einmal unter Arrest, wodurch sein Einsatz nur mittels Eskorte zur Spielstätte sowie der Präsenz eines Navy-Offiziers realisiert werden konnte. Trotz dieser Startschwierigkeiten nahm ihn der FC Portsmouth im Dezember 1945 unter Vertrag. Dabei schrieb er nur einen Monat später Geschichte, als er im FA Cup gegen Birmingham (0:1) für Portsmouth antrat, obwohl er in der Vorrunde desselben Wettbewerbs bereits für Gosport Borough gespielt hatte.
Insgesamt brauchte er nur wenig Zeit, um einen Stammplatz im Team zu finden. Zunächst waren in der Saison 1946/47 Guy Wharton (links) und Jimmy Dickinson (rechts) als die beiden Außenläufer „gesetzt“, bevor Wharton im Dezember 1946 seinen Platz an Scoular verlor, während Dickinson die Seite wechselte. Scoular verpasste in der Spielzeit 1947/48 lediglich drei Spiele und er war „dauerpräsent“ in der Meistersaison 1948/49. Als er mit seinen Mannen im Jahr darauf den Titel verteidigte, absolvierte er weitere 36 von 42 Ligapartien. Scoular stand mit seinem linken Pendant Dickinson für ein scheinbar ungleiches Paar. Während Dickinson als „Gentleman Jim“ für eine filigrane Spielweise stand, pflegte Scoular einen robusten Ansatz „am Rande des Erlaubten“. Die beiden bildeten jedoch eine wichtige Achse für den doppelten Meisterschaftserfolg, bei dem Gegner wie beispielsweise das von Matt Busby trainierte Manchester United sowie die Wolverhampton Wanderers unter Stan Cullis auf Distanz gehalten werden konnten. Obwohl mit knapp 1,70 Meter von geringer Körpergröße, zeigte sich der stämmige Scoular als sehr athletisch und ausdauernd. Seine Zweikampfhärte war bei vielen Gegenspielern gefürchtet und obwohl er nur selten vor dem gegnerischen Tor auftauchte, galt er als guter Passspieler. Besonders in Erinnerung blieben sowohl seine Steilpässe auf den schnellen Peter Harris als auch die langen Bälle quer auf den Linksaußen Jack Froggatt, die das Spiel auf die andere Seite verlagerten.
Trotz seiner Führungsqualitäten und der Schlüsselrolle, die ihm im Spiel des FC Portsmouth zufiel, war Scoular häufig umstritten bei Fußballfunktionären und Schiedsrichtern. Bei den letzten beiden Ligapartien der Spielzeit 1949/50 fehlte er aufgrund einer Hinausstellung und dies sorgte für Unmut im Verein, verbunden mit erheblicher Kritik an seiner Person. Damit verbunden war auch eine relativ geringe Ausbeute an Einsätzen in der schottischen A-Nationalmannschaft für einen Spieler „seines Kalibers“. Er debütierte erst am 12. Mai 1951 beim 3:1-Sieg gegen Dänemark und sein neuntes Länderspiel gegen Nordirland (1:1) war am 5. November 1952 bereits sein letztes. Als sich der FC Portsmouth in der Saison 1952/53 plötzlich in Abstiegsgefahr befand, verlor Scoular zunächst seinen Platz im Team und ihm wurde ein Wechsel nahegelegt. Als dieser seine Zustimmung für einen Weggang im Sommer 1953 signalisierte, kehrte er sofort ins Team zurück. Schließlich fand sich mit dem Erstligakonkurrenten Newcastle United ein Interessent, der 22.250 Pfund für den „unbequemen“ Scoular zu zahlen bereit war und so zog es ihn nach 268 Pflichtspielen und acht Toren im Juni 1953 in den Nordosten Englands.

### Newcastle United & Bradford Park Avenue (1953–1964)

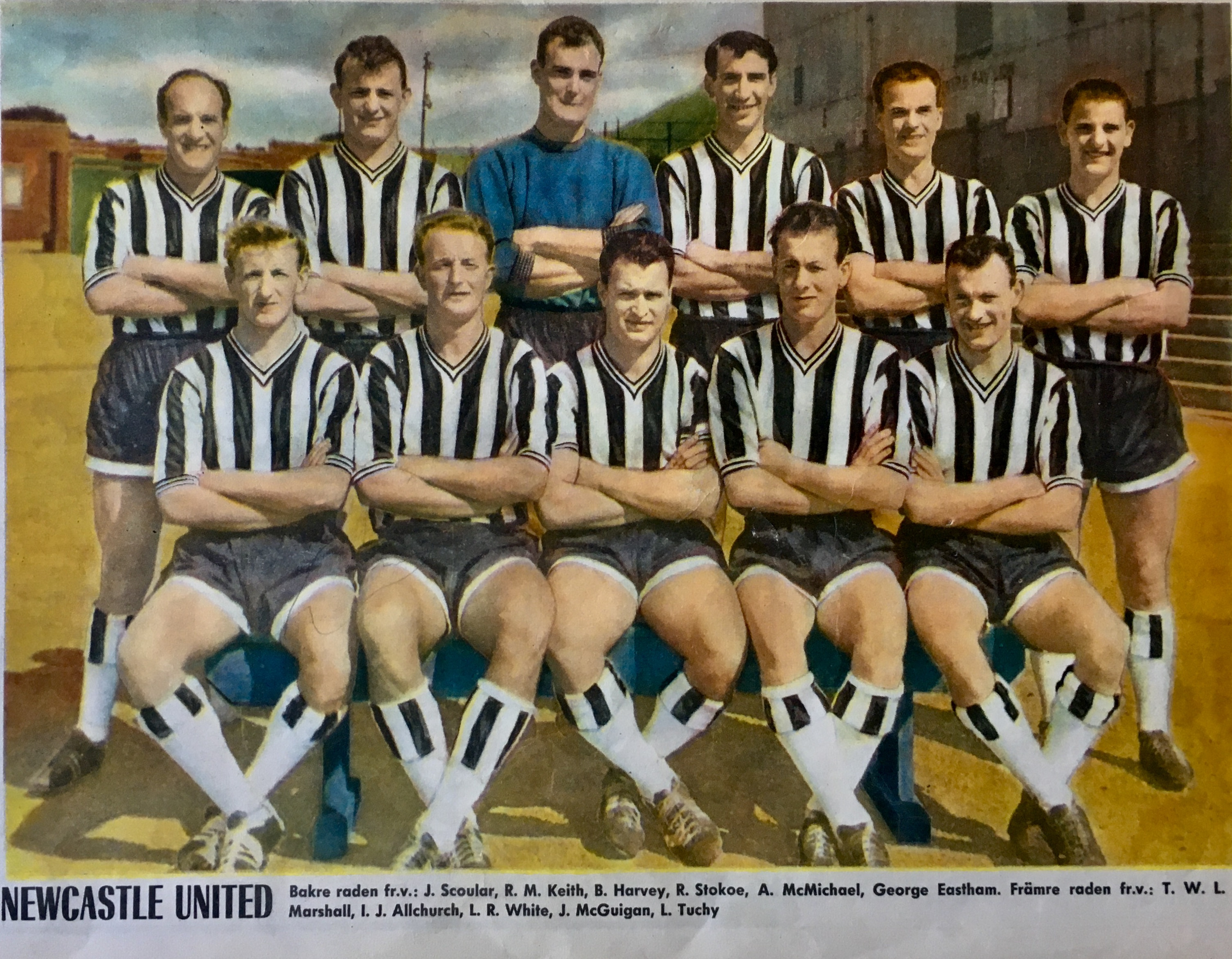
Newcastle United (1960), Spieler von links nach rechts, stehend: Jimmy Scoular, Dick Keith, Bryan Harvey, Bob Stokoe, Alf McMichael und George Eastham; sitzend: Terry Marshall, Ivor Allchurch, Len White, John McGuigan und Liam Tuohy.

Bei den „Magpies“ übernahm Scoular sofort die Rolle des Mannschaftskapitäns als Nachfolger von Joe Harvey. Er verletzte sich bei seinem Debüt gegen den AFC Sunderland am Knie, kehrte dann aber recht bald zurück und übernahm in der Folgezeit eine Führungsrolle im Team. Bemerkenswert war dabei seine Rolle im Endspiel des FA Cups 1955, als er beim 3:1-Sieg die Offensive des Gegners Manchester City um Don Revie (mit dem sogenannten „Revie Plan“) neutralisierte und – ungewöhnlich für einen Spieler seiner Position – maßgeblichen Einfluss auf das Spiel ausübte. Obwohl in den folgenden Jahren die Trophäen ausblieben, behielt Scoular eine wichtige Rolle im Team und als der mittlerweile 34-Jährige im 1959 ein Trainerangebot von Guildford City erhielt, lehnte Newcastle das kurzfristige Begehren seines Leistungsträgers ab. Im Januar 1961 ließ ihn der Verein dann aber doch für eine Ablösesumme von 4.000 Pfund in Richtung des Viertligisten Bradford Park Avenue ziehen. Er hatte zuvor 247 Ligapartien für Newcastle absolviert – genauso viele waren es in Portsmouth gewesen.
Als Spielertrainer von Bradford Park Avenue gelang Scoular auf Anhieb in der ausgehenden Saison 1960/61 der Aufstieg in die dritte Liga nach einer langen Serie ohne Niederlage im Schlussspurt. In der Third Division konnte er sich mit dem Aufsteiger in der oberen Tabellenhälfte etablieren, bevor in der folgenden Saison 1962/63 nach wechselhaften Leistungen die Rückkehr in die Viertklassigkeit hingenommen werden musste. Gleich zweimal während seiner Zeit in Bradford musste er als Trainer des Feldes verwiesen werden; zunächst im April 1963 beim 4:4 gegen Halifax Town (gemeinsam mit dem gegnerischen Mittelläufer Alec South) sowie nach dem Abstieg beim 1:0-Sieg gegen den FC Gillingham im Dezember 1963, was eine 28-tägige Sperre und eine Geldstrafe nach sich zog. Im Februar 1964 beendete Scoular nach insgesamt 602 Ligabegegnungen die aktive Karriere, um sich fortan vollständig der Traineraufgabe zu widmen. Drei Monate später folgte jedoch nach dem Fall in die untere Tabellenhälfte der vierten Liga seine Entlassung in Bradford.

### Cardiff City (1964–1973)
Obwohl Scoulars Bilanz in Bradford durchwachsen ausgefallen war, verpflichtete ihn kurz darauf der in der zweiten englischen Liga spielende walisische Klub Cardiff City. Diese etwas überraschende Wahl stellte sich als erfolgreich heraus, denn in seiner neunjährigen Amtszeit gewann das Team gleich sieben Mal den walisischen Pokal und war damit regelmäßig zu Gast im Europapokal der Pokalsieger. Hier war in der Saison 1964/65 erstmals ein walisischer Titelträger spielberechtigt und unter Scoular scheiterte der Verein nach Siegen gegen Esbjerg fB und Sporting Lissabon erst im Viertelfinale – mit einer Mannschaft um die „Altstars“ John Charles und Ivor Allchurch. Schon bald sollten zunächst Allchurch sowie später Charles den Verein verlassen und das mit Neulingen wie John Toshack umgebaute Team rangierte zumeist im Mittelfeld der zweiten englischen Liga. Der größte Erfolg war der dritte Platz in der Saison 1970/71, als Scoulars Team den Aufstieg in die höchste Spielklasse nur um drei Punkte verfehlte. Darüber hinaus zog Cardiff unter Scoular im Europapokal der Pokalsieger 1967/68 bis ins Halbfinale gegen den Hamburger SV vor. Hier gelang dem Klub zunächst ein 1:1, das jedoch im Rückspiel daheim mit einer 2:3-Niederlage noch verspielt wurde. Maßgeblich beeinflusst wurde dies durch Uwe Seeler – der im Hinspiel noch gefehlt hatte – und ein spätes Gegentor in der 90. Minute durch Franz-Josef Hönig. Nach zwei enttäuschenden Spielzeiten 1971/72 und 1972/73 und dem jeweils nur knapp abgewendeten Abstieg in die Drittklassigkeit geriet auch Scoular zunehmend unter Kritik. Im Anschluss an die Vereinsübernahme durch David Goldstone wurde er dann im November 1973 entlassen.

### Letzte Stationen im Fußball (1973–1977)
Anschließend arbeitete Scoular als Scout für die Wolverhampton Wanderers und Aston Villa, bevor er Ende Februar 1976 beim Viertligisten AFC Newport County ein weiteres Mal als Cheftrainer anheuerte. Mit einem durch viele seiner Ex-Cardiff-Spieler aufgestockten Kader blieb es jedoch bei einem kurzen Intermezzo. Bereits nach 37 Ligaspielen trat Scoular wieder von seinem Posten zurück, wurde im Januar 1977 von Colin Addison beerbt und strebte selbst eine weitere Karriere jenseits des Fußballs als Handelsvertreter für ein Chemieunternehmen an. Auf Teilzeitbasis arbeitete er weiter als Scout in Swansea.

## Nach dem Fußball
In der Spätphase seines Lebens betrieb Scoular mit seiner Ehefrau ein Gasthaus in Cardiff, litt jedoch auch zunehmend an gesundheitlichen Problemen. Er erlitt in den 1980er-Jahren eine Reihe von Herzinfarkten, konnte sich davon jeweils erholen und starb dann im Alter von 73 Jahren im März 1998.

## Titel/Auszeichnungen

### Als Spieler
- Englischer Fußballmeister (2): 1949, 1950
- Englischer Pokalsieger (1): 1955
- Charity Shield (1): 1949 (geteilt)

### Als Trainer
- Walisischer Pokalsieger (7): 1965, 1967, 1968, 1969, 1970, 1971, 1973